# Hadiqa Kiani
Hadiqa Kiani (Rawalpindi, 11 de agosto de 1972) es una cantante, compositora, guitarrista, actriz y filántropa paquistaní. Desenvolviéndose en géneros como el pop o el folk, ha interpretado música en los idiomas urdu, punyabí, sindi y pastún.
En 2006 recibió el cuarto premio civil más importante de Pakistán, el Tamgha-e-Imtiaz, por su contribución al campo de la música. En 2010 fue nombrada embajadora de buena voluntad del Programa de las Naciones Unidas para el Desarrollo, lo que la convirtió en la primera mujer de Pakistán en tener esta distinción.
En 2016 fue nombrada una de las mujeres más poderosas e influyentes de Pakistán por el principal grupo periodístico del país, Jang Media Group, como parte de su edición especial «Power».

## Biografía
Kiani nació en Rawalpindi como la menor de tres hermanos. Su madre, la poetisa Khawar Kiani, era directora de una escuela pública femenina. Al ver sus dotes musicales, inscribió a Kiani en el Consejo Nacional de las Artes de Pakistán. Mientras estudiaba en el Viqar-un-Nisa Noon Girls High School, Kiani representó a Pakistán en festivales infantiles internacionales en Turquía, Jordania, Bulgaria y Grecia, ganando varias medallas por el camino y actuando ante públicos numerosos.
Cuando cursaba el octavo grado se trasladó de su Rawalpindi natal a Lahore, donde continuó su formación clásica con Ustad Faiz Ahmed Khan y Wajid Ali Nashad. Se licenció en Psicología en el Kinnaird College for Women University y obtuvo un máster en Psicología en la Government College University de Lahore.
A principios de los años 1990 llegó a la televisión para presentar un programa de música infantil llamado Angan Angan Taray. Empezó a aportar coros de películas en esa misma década; la más notable fue Sargam, protagonizada por Adnan Sami.
En 1996 estrenó su álbum debut, titulado Raaz, el cual recibió reseñas positivas de la crítica especializada. Su segundo disco, Roshni, llegó en 1998 y logró una gran repercusión al vender cerca de un millón de copias en su país y ser certificado disco de platino. Desde entonces, ha publicado los álbumes Rung (2002), Rough Cut (2007), Aasmaan (2009), WAJD (2017) y VASL (2022). De este último álbum destaca la canción «Jani Door Gaye», cuyo videoclip fue protagonizado por la actriz Hania Aamir.
Entre sus presentaciones en vivo destaca un concierto en The Kennedy Center de Washington D. C. a petición de la primera dama Laura Bush (2006). Como actriz, ha figurado en producciones para televisión como Raqeeb Se (2021), Dobaara, (2021-2022), Pinjra (2022) y Hadsa (2023).

## Discografía
- Raaz – 1995
- Roshni – 1998
- Rung – 2002
- Rough Cut – 2007
- Aasmaan – 2009
- Wajd – 2017
- Vasl – 2022

## Filmografía

### Cine
| Año  | Título | Papel      | Notas                             |
| ---- | ------ | ---------- | --------------------------------- |
| 2011 | Bol    | Ella misma | Aparición especial en una canción |

### Televisión
| Año       | Título          | Papel              |
| --------- | --------------- | ------------------ |
| 2012      | Sur Kshetra     | Miembro del jurado |
| 2013–2014 | Pakistan Idol   | Miembro del jurado |
| 2016      | Udaari          | Miembro del jurado |
| 2019–20   | Aap Kay Sitaray | Presentadora       |
| 2021      | Raqeeb Se       | Sakina             |
| 2021–22   | Dobaara         | Mehrunnisa         |
| 2022      | Pinjra          | Khadija            |
| 2023      | Hadsa           | Taskeen            |